# 罗伯特·奥热霍夫斯基
罗伯特·奥热霍夫斯基（波蘭語：Robert Orzechowski，1989年11月20日—），波兰男子手球运动员。他曾代表波兰国家队参加2013年和2015年世界男子手球锦标赛，其中2015年世锦赛获得季军。